# Упорова
Упо́рова (рос. Упорова) — присілок у складі Талицького міського округу Свердловської області.
Населення — 99 осіб (2010, 149 у 2002).
Національний склад станом на 2002 рік: росіяни — 98 %.